# Ferdinand Oehme
Carl Ferdinand Oehme (* 26. Dezember 1801 in Waldkirchen; † 29. Dezember 1871 in Laubegast) war ein sächsischer Landwirt und Politiker.

## Leben
Oehme stammt aus der Gemeinde Leubsdorf, wo er das Erblehngericht und auch eine Spinnerei besaß. Er übte vor Ort das Amt des Erblehnrichters aus. Auf den Landtagen 1833/34 bis 1839/40 war er Stellvertreter des Abgeordneten Karl Friedrich Wilhelm Heyn im 15. ländlichen Wahlbezirk in der II. Kammer des Sächsischen Landtags. Als Heyn 1839 von Grumbach nach Großpöhla verzog und den Wahlkreis wechselte, wurde Oehme zum Abgeordneten des Wahlkreises gewählt, den er fortan vertrat.
Auf dem nach dem liberalen Wahlrecht vom 15. November 1848 gewählten Landtag 1849 vertrat er den 58., 59. und 60. Wahlbezirk in der I. Kammer des Sächsischen Landtags. Oehme wird den rechten Kräften zugeordnet. Auch auf dem Landtag 1849/50 gehörte er der I. Landtagskammer an. In dieser vertrat er den 57., 58. und 61. Wahlbezirk. In dem nach dem vor 1848 geltenden Wahlrecht einberufenen Landtag 1850/51 hatte Oehme letztmalig das bereits vor den Revolutionen 1848/1849 ausgeübte Mandat in der II. Landtagskammer inne und schied danach aus dem Sächsischen Landtag aus.
1847 verlieh ihm König Friedrich August II. die Silberne Medaille des sächsischen Zivilverdienstordens.